# 8 février aux Jeux olympiques d'hiver de 2022
Pour un article plus général, voir Jeux olympiques d'hiver de 2022.
Le mardi 8 février aux Jeux olympiques d'hiver de 2022 est le septième jour de compétition.

## Programme
| Heure UTC+8 (Pékin)                           |               |
| bleu                                          | Cérémonie     |
| neutre                                        | Épreuve       |
| or                                            | Finale        |
| orange                                        | Petite finale |
| rose                                          | Reporté       |
| gris                                          | Annulé        |
| Compétition masculine                         | Hommes        |
| Compétition féminine                          | Femmes        |
| Compétition mixte (hommes et femmes mélangés) | Mixte         |
| Compétition en couple (1 homme et 1 femme)    | Couple        |
| modifier                                      |               |

| Horaire | Discipline Spécialité | Discipline Spécialité                   | Discipline Spécialité                      | Phase                                 | Résultats                                                          | Références |
| ------- | --------------------- | --------------------------------------- | ------------------------------------------ | ------------------------------------- | ------------------------------------------------------------------ | ---------- |
| 09 h 15 |                       | Patinage artistique Hommes              | Compétition hommes                         | Programme court                       | -                                                                  | -          |
| 10 h 00 |                       | Ski acrobatique Big Air                 | Compétition femmes                         | Finale                                | Gu Ailing · Tess Ledeux · Mathilde Gremaud                         | -          |
| 10 h 40 |                       | Snowboard Slalom géant parallèle femmes | Compétition femmes                         | Manche de qualification               | -                                                                  | -          |
| 11 h 00 |                       | Ski alpin Super-G                       | Compétition hommes                         | Finale                                | Matthias Mayer · Ryan Cochran-Siegle · Aleksander Aamodt Kilde     | -          |
| 11 h 07 |                       | Snowboard Slalom géant parallèle hommes | Compétition hommes                         | Manche de qualification               | -                                                                  | -          |
| 11 h 34 |                       | Snowboard Slalom géant parallèle femmes | Compétition femmes                         | Manche d'élimination                  | -                                                                  | -          |
| 12 h 01 |                       | Snowboard Slalom géant parallèle hommes | Compétition hommes                         | Manche d'élimination                  | -                                                                  | -          |
| 12 h 10 |                       | Hockey sur glace Tournoi féminin        | Compétition femmes                         | Tour préliminaire Groupe A - Match 17 | 2-4                                                                | -          |
| 14 h 05 |                       | Curling Double mixte                    | Compétition en couple (1 homme et 1 femme) | Petite finale                         | 9 - 3                                                              | -          |
| 14 h 30 |                       | Snowboard Slalom géant parallèle femmes | Compétition femmes                         | Finale                                | Ester Ledecká · Daniela Ulbing · Glorija Kotnik                    | -          |
| 14 h 30 |                       | Snowboard Slalom géant parallèle hommes | Compétition hommes                         | Finale                                | Benjamin Karl · Tim Mastnak · Vic Wild                             | -          |
| 16 h 00 |                       | Ski de fond Sprint femmes               | Compétition femmes                         | Qualifications                        | -                                                                  | -          |
| 16 h 30 |                       | Biathlon Individuel hommes              | Compétition hommes                         | Finale                                | Quentin Fillon Maillet · Anton Smolski · Johannes Thingnes Bø      | -          |
| 16 h 40 |                       | Hockey sur glace Tournoi féminin        | Compétition femmes                         | Tour préliminaire Groupe B - Match 18 | 3 - 2                                                              | -          |
| 16 h 50 |                       | Ski de fond Sprint hommes               | Compétition hommes                         | Qualifications                        | -                                                                  | -          |
| 18 h 30 |                       | Patinage de vitesse 1 500 mètres        | Compétition hommes                         | Finale                                | Kjeld Nuis · Thomas Krol · Kim Min-seok                            | -          |
| 18 h 30 |                       | Ski de fond Sprint femmes               | Compétition femmes                         | Quarts de finale                      | -                                                                  | -          |
| 18 h 55 |                       | Ski de fond Sprint hommes               | Compétition hommes                         | Quarts de finale                      | -                                                                  | -          |
| 19 h 25 |                       | Ski de fond Sprint femmes               | Compétition femmes                         | Demi-finale                           | -                                                                  | -          |
| 19 h 35 |                       | Ski de fond Sprint hommes               | Compétition hommes                         | Demi-finale                           | -                                                                  | -          |
| 19 h 47 |                       | Ski de fond Sprint femmes               | Compétition femmes                         | Finale                                | Jonna Sundling · Maja Dahlqvist · Jessica Diggins                  | -          |
| 19 h 50 |                       | Luge Monoplace                          | Compétition femmes                         | Manche 3                              | -                                                                  | -          |
| 20 h 00 |                       | Ski de fond Sprint hommes               | Compétition hommes                         | Finale                                | Johannes Høsflot Klæbo · Federico Pellegrino · Alexander Terentyev | -          |
| 20 h 05 |                       | Curling Double mixte                    | Compétition en couple (1 homme et 1 femme) | Finale                                | 8 - 5                                                              | -          |
| 21 h 10 |                       | Hockey sur glace Tournoi féminin        | Compétition femmes                         | Tour préliminaire Groupe B - Match 19 | 3 - 1                                                              | -          |
| 21 h 10 |                       | Hockey sur glace Tournoi féminin        | Compétition femmes                         | Tour préliminaire Groupe A - Match 20 | 5 - 0                                                              | -          |
| 21 h 35 |                       | Luge Monoplace (manche 4)               | Compétition femmes                         | Finale                                | Natalie Geisenberger · Anna Berreiter · Tatiana Ivanova            | -          |

## Tableau des médailles provisoire
- Pays organisateur (Chine)

| Rang  | Nation       | Or | Argent | Bronze | Total |
| ----- | ------------ | -- | ------ | ------ | ----- |
| 1     | Autriche     | 2  | 1      | 0      | 3     |
| 2     | Norvège      | 1  | 1      | 2      | 4     |
| 3     | Suède        | 1  | 1      | 1      | 3     |
| 4     | Allemagne    | 1  | 1      | 0      | 2     |
| 4     | France       | 1  | 1      | 0      | 2     |
| 4     | Italie       | 1  | 1      | 0      | 2     |
| 4     | Pays-Bas     | 1  | 1      | 0      | 2     |
| 8     | Chine        | 1  | 0      | 0      | 1     |
| 8     | Tchéquie     | 1  | 0      | 0      | 1     |
| 10    | États-Unis   | 0  | 1      | 1      | 2     |
| 10    | Slovénie     | 0  | 1      | 1      | 2     |
| 12    | Biélorussie  | 0  | 1      | 0      | 1     |
| 13    | ROC          | 0  | 0      | 3      | 3     |
| 14    | Corée du Sud | 0  | 0      | 1      | 1     |
| 14    | Suisse       | 0  | 0      | 1      | 1     |
| Total | Total        | 10 | 10     | 10     | 30    |

| Rang  | Nation           | Or | Argent | Bronze | Total |
| ----- | ---------------- | -- | ------ | ------ | ----- |
| 1     | Suède            | 4  | 1      | 1      | 6     |
| 2     | Pays-Bas         | 3  | 3      | 1      | 7     |
| 3     | Allemagne        | 3  | 2      | 0      | 5     |
| 3     | Chine            | 3  | 2      | 0      | 5     |
| 5     | Norvège          | 3  | 1      | 4      | 8     |
| 6     | Italie           | 2  | 4      | 1      | 7     |
| 7     | ROC              | 2  | 3      | 5      | 10    |
| 8     | Autriche         | 2  | 3      | 2      | 7     |
| 9     | Slovénie         | 2  | 1      | 2      | 5     |
| 10    | France           | 1  | 4      | 0      | 5     |
| 11    | Canada           | 1  | 1      | 4      | 6     |
| 12    | Japon            | 1  | 1      | 2      | 4     |
| 13    | Suisse           | 1  | 0      | 2      | 3     |
| 14    | Australie        | 1  | 0      | 1      | 2     |
| 15    | Nouvelle-Zélande | 1  | 0      | 0      | 1     |
| 15    | Tchéquie         | 1  | 0      | 0      | 1     |
| 17    | États-Unis       | 0  | 4      | 1      | 5     |
| 18    | Biélorussie      | 0  | 1      | 0      | 1     |
| 19    | Hongrie          | 0  | 0      | 2      | 2     |
| 20    | Corée du Sud     | 0  | 0      | 1      | 1     |
| 20    | Finlande         | 0  | 0      | 1      | 1     |
| 20    | Pologne          | 0  | 0      | 1      | 1     |
| Total | Total            | 31 | 31     | 31     | 93    |